# Jandino Asporaat
Jandino Jullian Asporaat (9 de enero de 1981-presente) es un comediante, actor, productor, escritor y actor de voz de Curazao-Holanda.

## Primeros años
Asporaat nació en Willemstad , Curazao en las antiguas Antillas Neerlandesas donde creció en el barrio de Buena Vista junto con su madre, tres hermanos y una hermana. Su padre vivía en otro lugar de la isla con una mujer diferente y no pagaba pensión alimenticia. En 1992 se mudó a los Países Bajos con su familia, mudándose a Róterdam a los 11 años, donde se establecieron en el barrio IJsselmonde en el lado sur de la ciudad, mientras que su hermano mayor permaneció en Curazao. Después de completar sus estudios, Asporaat ejerció su oficio como pintor antes de centrarse en una carrera en el stand-up comedy.

## Carrera
Asporaat comenzó su carrera profesional en la comedia en 2002 con el grupo de teatro con sede en Róterdam 'Young Stage' donde trabajó durante dos temporadas. Actuó en una variedad de grupos de teatro holandeses, como el Ro-theater, Waterhuis y Rotjong. También hizo algunas apariciones en televisión, como The Comedy Factory en 2007, en películas como Deuce Bigalow y Staatsgevaarlijk y en comerciales de televisión.
Fuera de su carrera como comediante, Asporaat también es compositor y periodista. Como escritor, ha publicado su trabajo en De Volkskrant y el programa NTR 'Raymann is Laat'. El 1 de noviembre de 2014, Asporaat abrió su propia tienda de ropa en el centro de Delft , Holanda Meridional. El 10 de diciembre de 2015 estrenó su primer largometraje de producción propia, " Bon Bini Holland ", por el que ganó el premio "Película de oro" en la ceremonia de los premios Dutch Golden y Platin Film. En julio de 2016, interpretó la voz de Snowball para la versión holandesa de " The Secret Life of Pets ".

### Carrera televisiva
En mayo de 2007, Asporaat apareció en el programa de televisión De Lama's en BNN. En 2009 pasó a formar parte del equipo de TV Lab de NPS para producir una trama televisiva en conjunto con la productora Men at Work para la nueva serie de televisión "Comedy at Work". A él se unieron personas como Sergio IJssel (de Flikken Maastricht), Shula Felomina (comedia teatral) y Alpha Oumar Barry (de Kwasi & Kwame: De Zwarte conoció a Witte Hart) donde lanzaron viejos programas de televisión holandeses renovados.
En julio de 2011 Comedy at Work regresó a la televisión holandesa, esta vez en NTR / Nederland 3. Los comediantes detrás de "Hulp, mijn man is John Williams", "Meisje, ik ben boos" y "De Nanny" regresaron una vez más con comedia , bocetos y un nuevo nombre "De Dino Show". El programa fue nominado para un premio Golden Rose (Rose d'Or) en 2013 en el festival europeo anual de televisión de entretenimiento.
En 2013 y 2014, Asporaat se convirtió en miembro permanente del panel en "Wie ben ik?" De RTL 4. Desde 2014 también presenta el programa semanal "Alles mag op zaterdag". También ha presentado la versión holandesa del programa de televisión británico " Dance, dance, dance " junto con Chantal Janzen y "Playback, je gek!" en RTL 4, ambos desde 2015. También ha presentado su propio programa de entrevistas en RTL 5 desde noviembre de 2015 titulado "DINO", que es un derivado de su exitoso "The Dino show" de NTR. Desde el 12 de marzo de 2016 es coanfitrión del espectáculo "Alles mag op zaterdag" junto a Gordon y Gerard Joling.

### Carrera de stand-up
En 2005 estuvo en la final del festival de cabaret Cameretten. Se le otorgó el premio a la personalidad a pesar de terminar en segundo lugar. Su primera presentación teatral de larga duración en la que encabezó fue "Antilliaanse Pot", que se estrenó en 2006 y luego se lanzó en DVD. Su exitosa continuación "Buena Vista" siguió dos años más tarde, donde Asporaat reflexiona sobre sus años de juventud y su crecimiento en la isla de Curazao. Su segundo largometraje apareció en la televisión holandesa en el canal Nederland 3 y más tarde también se lanzó en DVD. Su tercer largometraje completo "Laat ze maar komen" fue lanzado en 2011.
Casi al mismo tiempo de sus presentaciones en el Teatro Nacional, comenzó su gira colaborativa con Roué Verveer, Murth Mossel y Howard Komproe. El grupo de comedia fue conocido como Caribbean Combo y realizó una gira por los Países Bajos , Surinam y las islas del Caribe Neerlandés durante los meses de invierno de 2010 y 2011. El 7 de junio de 2014 se convirtió en el primer artista de cabaret en actuar en el recién inaugurado Rotterdam Ahoy.

#### Cartel de cabaret
- 2006: Olla antilliaanse
- 2008: Buena Vista
- 2010-2011: Laat ze maar komen
- 2010-2011: Caribbean Combo: Daar zal je ze hebben (con Roué Verveer, Howard Komproe y Murth Mossel)
- 2012: Caribbean Combo: Ze ZIJN er weer! (con Roué Verveer, Howard Komproe y Murth Mossel)
- 2013-2014: De revue
- 2015-2016: Hoe dan ook
- 2016: Gabbers (con Roue Verveer, Philippe Geubels y Guido Weijers)
- 2016: Van je familie moet je het hebben (farsa, como Judeska)

## Vida personal
En 2013, Asporaat se casó con su novia de la infancia, Shirley. Tienen dos hijos juntos y residen en Nieuwerkerk aan den IJssel.
Asporaat también es un conocido partidario del club de fútbol de la asociación neerlandesa Feyenoord de Róterdam.

## Televisión
- De Lama (2007)
- Comedia en el trabajo (2008 a 2010)
- De Dino Show (anfitrión de 2011 a 2014)
- Wie ben ik? (anfitrión desde 2013 hasta la actualidad)
- Alles mag op zaterdag (anfitrión desde 2014 hasta la actualidad)
- Baile, baile, baile (versión holandesa) (anfitrión desde 2015 hasta la actualidad)
- Playback Je Gek (anfitrión desde 2015 hasta la actualidad)
- DINO (anfitrión desde 2015 hasta la actualidad)

## Filmografía
| Año  | Título                                | Papel                                                 | Notas                                                |
| ---- | ------------------------------------- | ----------------------------------------------------- | ---------------------------------------------------- |
| 2008 | Jandino Asporaat: Olla Antilliaanse   | Él mismo                                              | Stand-up film También productor ejecutivo y escritor |
| 2011 | Combo caribeño: De kerstspecial       | Él mismo                                              | Stand-up film También productor ejecutivo y escritor |
| 2011 | Jandino Asporaat: Buena Vista         | Él mismo                                              | Stand-up film También productor ejecutivo y escritor |
| 2011 | Combo caribeño: Daar zal je ze hebben | Él mismo                                              | Stand-up film También productor ejecutivo y escritor |
| 2012 | Combo caribeño: Ze zijn er weer!      | Él mismo                                              | Stand-up film También productor ejecutivo y escritor |
| 2012 | Glennis Grace en vivo en De HMH       | Él mismo                                              |                                                      |
| 2013 | Jandino Asporaat: Laat ze maar komen  | Él mismo                                              | Stand-up film También productor ejecutivo y escritor |
| 2013 | Trueno y la Casa de la Magia          | Kiki (versión holandesa, voz)                         |                                                      |
| 2015 | Jandino Asporaat: De Revue            | Él mismo                                              | Stand-up film También productor ejecutivo y escritor |
| 2015 | Bon Bini Holanda                      | Robertico Florentina Judeska, Rajesh, gerrie y Sydney | También productor ejecutivo y escritor               |
| 2016 | La vida secreta de las mascotas       | Snowball (versión holandesa, voz)                     |                                                      |

## Discografía

### Solteros
| Canciones que alcanzaron el Top 40 de singles holandeses | Publicación | Entrada    | Posición superior | Semanas en la lista | Comentarios                                                      |
| -------------------------------------------------------- | ----------- | ---------- | ----------------- | ------------------- | ---------------------------------------------------------------- |
| Mijn liefde                                              | 2013        | 29-06-2013 | 1 (3 semanas)     | 29                  | Dúo con Gerard Joling Nr. 1 en el Top 100 de solteros holandeses |

## Premios y nominaciones
- Golden and Platin Film, Países Bajos:
  - ganó la película de oro (2015) por la película Bon Bini Holland.
- Festival de Cine de Holanda: 1:
  - ganó Mejor película (2016) por la película Bon Bini Holland.